# Hemidactylus platycephalus
Espèce
Hemidactylus platycephalus est une espèce de geckos de la famille des Gekkonidae.

## Répartition
Cette espèce se rencontre en Éthiopie, en Somalie, au Kenya, en Tanzanie, en Zambie, au Zimbabwe, au Malawi, au Mozambique, aux Comores et à Madagascar.

## Description
Cette espèce est très proche de Hemidactylus mercatorius.

## Publication originale
- Peters, 1854 : Diagnosen neuer Batrachier, welche zusammen mit der früher (24. Juli und 17. August) gegebenen Übersicht der Schlangen und Eidechsen mitgetheilt werden. Bericht über die zur Bekanntmachung geeigneten Verhandlungen der Königlich preussischen Akademie der Wissenschaften zu Berlin, vol. 1854, p. 614-628 (texte intégral).